# Zakir Hussain (homme politique)
Pour les articles homonymes, voir Zakir Hussain.
Zakir Hussain (né le 8 février 1897 - 3 mai 1969), est un homme d'État indien, président de l'Inde du 13 mai 1967 jusqu'à sa mort le 3 mai 1969, après avoir été vice-président du 13 mai 1962 au 12 mai 1967. Il est le premier musulman à devenir chef de l'État de l'Union indienne. Il meurt en cours de mandat. La bataille quant à sa succession ouvre une crise majeure au sein du parti du Congrès national indien.